# Kazimierz Pańtak
Kazimierz Pańtak (ur. 5 stycznia 1949 w Szczecinie) – polski polityk, samorządowiec, radca prawny, poseł na Sejm II kadencji.

## Życiorys
Od okresu liceum należał do Związku Młodzieży Socjalistycznej, w którym pracował później jako przewodniczący w powiecie szprotawskim. Od 1973 do 1979 działał w Polskiej Zjednoczonej Partii Robotniczej. W 1979 ukończył studia na Wydziale Prawa i Administracji Uniwersytetu im. Adama Mickiewicza, następnie uzyskał uprawnienia radcy prawnego. Zajął się prowadzeniem własnej kancelarii w Zielonej Górze. Zasiadał w organach okręgowej izby radców prawnych.
Pełnił funkcję posła na Sejm II kadencji, wybranego z listy Unii Pracy w okręgu zielonogórskim. W trakcie kadencji przeszedł do Sojuszu Lewicy Demokratycznej (po poparciu wbrew linii UP Aleksandra Kwaśniewskiego w wyborach prezydenckich w 1995), z list którego nie uzyskał ponownie mandatu. W trakcie kadencji 33 razy występował przed Trybunałem Konstytucyjnym. Od kwietnia 1996 do października 1997 zasiadał także w Krajowej Radzie Sądownictwa. Od 1998 do 2014 zasiadał w sejmiku lubuskim z ramienia SLD (nie uzyskał następnie reelekcji, nie zdobył też mandatu w 2018 i w 2024). W latach 1998–2006 zajmował stanowisko wiceprzewodniczącego sejmiku. W 2011 kandydował z ramienia SLD do Senatu, zajmując 3. miejsce spośród 4 kandydatów w okręgu. W 2014 również bez powodzenia kandydował z listy SLD-UP do Parlamentu Europejskiego.

## Odznaczenia
Odznaczony Srebrnym (1997) i Złotym (2002) Krzyżem Zasługi.